# Comuna Șevcenka, Skadovsk
Șevcenka (în ucraineană Шевченка) este o comună în raionul Skadovsk, regiunea Herson, Ucraina, formată din satele Mala Andronivka, Petrivka și Șevcenka (reședința).

## Demografie
Componența lingvistică a comunei Șevcenka
     Ucraineană (91,03%)
     Rusă (5,46%)
     Alte limbi (0,3%)
Conform recensământului din 2001, majoritatea populației comunei Șevcenka era vorbitoare de ucraineană (91,03%), existând în minoritate și vorbitori de rusă (5,46%) și armeană (1,87%).